# Club Atlético Vianés
El Club Atlético Vianés es un club de fútbol de España de la localidad de Viana, en la Comunidad Foral de Navarra. Fue fundado en 1951 y juega actualmente en el grupo XVI de la Tercera Federación.
Juega en el grupo riojano pese a no pertenecer a esta comunidad por estar adscrito a la Federación Riojana de Fútbol. Este hecho se basa en la proximidad geográfica de Viana a Logroño.

## Historia
El club fue fundado en 1951 por la galo, siendo heredera directa del antiguo equipo de AMAYUR, desaparecido en 1949. La denominación original, y la que perdura aún en muchos aficionados vianeses, es la de Club Deportivo Vianés. Incluso en su escudo se puede ver la inscripción C. D. Vianés.
El motivo del cambio de denominación fue que, debido a la proximidad con La Rioja, comunidad con la cual limita, los equipos inferiores del club fueron inscritos en la Federación Riojana de Fútbol, mientras el equipo mayor se mantenía en la Federación Navarra de Fútbol. Ante la imposibilidad de pertenecer a dos federaciones diferentes, se optó por el cambio de denominación para las categorías inferiores, que se inscribirían como Club Atlético Vianés. Años más tarde, cuando el primer equipo se integró también en la riojana, se mantuvo la denominación de C. At. Vianés, perdiéndose de manera oficial el nombre de C. D. Vianés.
Su debut en la Tercera División fue en la temporada 2007-08, durando solo una temporada en la categoría. Tras un breve paso por la Regional Preferente de La Rioja, el equipo volvería a la Tercera División, donde juega actualmente. En la temporada 2013-14 el C. At. Vianés logró su mejor puesto en la historia al finalizar en quinta posición a solo 3 puntos de los puestos de promoción.

## Uniforme
- Primera equipación: Camiseta roja, pantalón azul y medias rojas y azules.
- Segunda equipación: Camiseta amarilla y negra a rallas, pantalón negro y medias amarillas

## Estadio
El C. At. Vianés disputa sus partidos como local en los campos de Fútbol Municipal Príncipe de Viana, que cuenta con una capacidad de 500 espectadores.

## Palmarés
Nota: en negrita competiciones vigentes en la actualidad.
| Competición regional                  | Títulos           | Subcampeonatos |
| ------------------------------------- | ----------------- | -------------- |
| Regional Preferente de La Rioja (1/0) | 2008-09.          |                |
| Primera Regional de La Rioja (1/0)    | 1987-88.          |                |
| Segunda Regional de Navarra (2/0)     | 1956-57, 1975-76. |                |

## Datos del club
- Temporadas en Primera División: 0
- Temporadas en Segunda División: 0
- Temporadas en Segunda División B: 0
- Temporadas en Tercera Federación / Tercera División: 18
- Mejor puesto en la liga: 5.º en Tercera División de España (temporada 2013-14)

## Trayectoria

### Histórico de temporadas
| Temporada | División     | Puesto |
| --------- | ------------ | ------ |
| 1956-57   | 2.ª Regional | 1.º    |
| 1957-58   | 2.ª Regional | 5.º    |
| 1958-1961 | Inactivo     | —      |
| 1961-62   | 2.ª Regional | 3.º    |
| 1962-63   | 1.ª Regional | 12.º   |
| 1963-64   | 1.ª Regional | 13.º   |
| 1964-65   | 2.ª Regional | 3.º    |
| 1965-1967 | Inactivo     | —      |
| 1967-68   | 2.ª Regional | 7.º    |
| 1968-69   | 2.ª Regional | 5.º    |
| 1969-70   | 2.ª Regional | 9.º    |
| 1970-71   | 2.ª Regional | 9.º    |
| 1971-72   | 2.ª Regional | 11.º   |
| 1972-73   | 2.ª Regional | 14.º   |
| 1973-74   | 3.ª Regional | 8.º    |
| 1974-75   | Inactivo     | —      |
| 1975-76   | 2.ª Regional | 1.º    |
| 1976-77   | 1.ª Regional | 11.º   |
| 1977-78   | 1.ª Regional | 15.º   |
| 1978-79   | 2.ª Regional | 6.º    |

| Temporada | División     | Puesto |
| --------- | ------------ | ------ |
| 1979-80   | 2.ª Regional | 7.º    |
| 1980-81   | Inactivo     | —      |
| 1981-82   | 2.ª Regional | 3.º    |
| 1982-83   | 1.ª Regional | 4.º    |
| 1983-84   | 1.ª Regional | 13.º   |
| 1984-85   | 1.ª Regional | 9.º    |
| 1985-86   | 1.ª Regional | 16.º   |
| 1986-87   | 1.ª Regional | 8.º    |
| 1987-88   | 1.ª Regional | 1.º    |
| 1988-89   | Preferente   | 11.º   |
| 1989-90   | Preferente   | 12.º   |
| 1990-91   | Preferente   | 16.º   |
| 1991-92   | Preferente   | 11.º   |
| 1992-93   | Inactivo     | —      |
| 1993-94   | 1.ª Regional | 13.º   |
| 1994-95   | 1.ª Regional | 10.º   |
| 1995-96   | 1.ª Regional | 10.º   |
| 1996-97   | 1.ª Regional | 16.º   |
| 1997-98   | Preferente   | 8.º    |
| 1998-99   | Preferente   | 10.º   |

| Temporada | División        | Puesto |
| --------- | --------------- | ------ |
| 1999-00   | Preferente      | 7.º    |
| 2000-01   | Preferente      | 9.º    |
| 2001-02   | Preferente      | 12.º   |
| 2002-03   | Preferente      | 11.º   |
| 2003-04   | Preferente      | 17.º   |
| 2004-05   | Preferente      | 10.º   |
| 2005-06   | Preferente      | 8.º    |
| 2006-07   | Preferente      | 3.º    |
| 2007-08   | 3.ª (Grupo XVI) | 18.º   |
| 2008-09   | Preferente      | 1.º    |
| 2009-10   | 3.ª (Grupo XVI) | 12.º   |
| 2010-11   | 3.ª (Grupo XVI) | 13.º   |
| 2011-12   | 3.ª (Grupo XVI) | 11.º   |
| 2012-13   | 3.ª (Grupo XVI) | 8.º    |
| 2013-14   | 3.ª (Grupo XVI) | 5.º    |
| 2014-15   | 3.ª (Grupo XVI) | 11.º   |
| 2015-16   | 3.ª (Grupo XVI) | 13.º   |
| 2016-17   | 3.ª (Grupo XVI) | 11.º   |
| 2017-18   | 3.ª (Grupo XVI) | 14.º   |
| 2018-19   | 3.ª (Grupo XVI) | 16.º   |

| Temporada | División             | Puesto |
| --------- | -------------------- | ------ |
| 2019-20   | 3.ª (Grupo XVI)      | 14.º   |
| 2020-21   | 3.ª (Grupo XVI)      | 14.º   |
| 2021-22   | 3.ª RFEF (Grupo XVI) | 13.º   |
| 2022-23   | 3.ª Fed. (Grupo XVI) | 8.º    |
| 2023-24   | 3.ª Fed. (Grupo XVI) | 14.º   |
| 2024-25   | 3.ª Fed. (Grupo XVI) | 14.º   |
| 2025-26   | 3.ª Fed. (Grupo XVI) |        |

LEYENDA
```
 :Ascenso de categoría

 :Descenso de categoría
```

### Participaciones en playoffs de ascenso
| Temporada | Liga         | Ronda     | Rival            | Ida   | Vuelta | Global |  | Ascenso |
| --------- | ------------ | --------- | ---------------- | ----- | ------ | ------ |  | ------- |
| 1956-57   | 1.ª Regional | Semifinal | C. Peña Azagresa | ? - ? | ? - ?  | ? - ?  |  |         |
| 1956-57   | 1.ª Regional | Final     | C. D. Cirbonero  | ? - ? | ? - ?  | ? - ?  |  |         |

## Filial
A raíz de iniciar su trayectoria en Tercera división el club ha creado un conjunto filial, el C. At. Vianés B, en diferentes épocas con el objetivo de dar salida a los jugadores de las categorías inferiores y servir de reserva para el primer equipo. Hasta el momento ha tenido tres períodos de actividad, siempre en la Regional Preferente de La Rioja: 2007-08, 2009-10 y 2011-16.
En el año 2023 el club firma un acuerdo de filialidad con el C. D. Internacional de Logroño, de Regional Preferente de La Rioja, por el que éste sería filial del C. A. Vianés durante la campaña 2023-24.